# 藤原駅
藤原駅（ふじわらえき）は、福島県いわき市小名浜にあった福島臨海鉄道小名浜埠頭本線の貨物駅（廃駅）である。同線の終着駅だった。

## 駅概要
日本海水小名浜工場の南端に位置し、その工場からの専用線も接続していた。当駅からは生石灰の発送があったが、1977年より輸送の大幅減少やトラック輸送に転換されたことなどから貨物の取り扱いが無くなった。その後取り扱いの再開が見込まれないことから、1984年4月1日に廃駅となった。

## 歴史
- 1971年（昭和46年）8月2日：小名浜埠頭本線東渚 - 当駅間開通と同時に開業。
- 1984年（昭和59年）4月1日：小名浜埠頭 - 当駅間廃線に伴い廃止。

## 駅周辺
- 小名浜製錬小名浜製錬所
- 日本海水小名浜工場

## 隣の駅
福島臨海鉄道
小名浜埠頭本線
小名浜埠頭駅 - 藤原駅
1982年8月1日までは当駅と小名浜埠頭駅との間に東渚駅が存在した。